# Bachanalie (obraz Tycjana)
Bachanalie, też Mieszkańcy Andros (wł. Baccanale degli Andrii) – mitologiczny obraz renesansowego, włoskiego malarza Tycjana, powstały w latach 1523–1526.
Obraz został namalowany na zlecenie księcia Ferrary, Alfonsa I d’Este. Zamówił on u Tycjana kilka obrazów o tematyce mitologicznej, które miały ozdobić jego alabastrowy gabinet w jego zamku. Płótna miały przedstawiać świat antyczny i nawiązywać do malowideł opisanych w utworze Eikones autorstwa pisarza okresu hellenistycznego Flawiusza Filostrata (ok. 178 – ok. 248). Utwór ten został przetłumaczony na zlecenie siostry księcia Izabeli d’Este.
W 1598 roku obraz został wywieziony przez kardynała legata Aldobramdiniego do Rzymu, a stamtąd w 1639 roku, za sprawą wicekróla Monterey, został podarowany królowi Hiszpanii Filipowi IV.

## Opis obrazu
Przedstawiony epizod pochodzi z szóstej księgi Filostrata, gdzie znajdował się opis obrazu z Dionizosem powracającym na wyspę Andros na której zastał mieszkańców upojonych winem i tańczących. Ucztujący czcili święto boga, a wody strumienia na ten czas, zamieniały się w wino. Tycjan umieścił na płótnie wiele powiązanych ze sobą motywów i symboli. Głównym symbolem jest wino widoczne w dzbanie trzymanym przez młodzieńca pośrodku obrazu oraz u trzech innych postaci. Na partyturze widocznej na ziemi znajdują się słowa: Qui boit et n reboit pas, ne sait que boire soit (Kto pije mało nie wie czym jest picie). Na górze obrazu widoczny jest upojony Sylen. U dołu kontrastuje z nim naga kobieta prawdopodobnie Ariadna. Obie postacie są moralizatorskim przesłaniem mówiącym co czyni nadmiar picia wina. Dionizos stoi pod drzewem z lewej strony i spogląda na śpiącą dziewczynę.
Tycjan w mistrzowski sposób ukazał scenerie krajobrazu. Wśród białych chmur widoczne są białe żagle łodzi, którą przybył Dionizos lub (według innej interpretacji) którą odpływa Tezeusz. Biel chmur i błękit nieba kontrastuje z barwnie przedstawionymi postaciami. Kontrastują ze sobą białe ciała kobiet i opalone na brąz ciała męskie, ciemne drzewa z lewej strony i jasno oświetlone ciało Ariadny z prawej. Cała scena jest hołdem wysławiającym radość pogańskiego życia w postaci uczty dionizyjskiej.